# Comunismo gulash
O comunismo goulash é uma variante do comunismo aplicada entre 1960 e 1990 na Hungria em que se aplicou o livre-mercado e os direitos humanos no país, se desviando do stalinismo local apesar de calcar no culto a personalidade de János Kádár. O apelido gulash é em homenagem ao prato típico húngaro que possui vários ingredientes. atualmente o socialismo húngaro é lembrado no país por manifestantes pró ocidente.

## Origem
2 anos após a Revolução Húngara de 1956, se anistiou todos os presos políticos do incidente, aplicando-se medidas liberais. Posteriormente se flexibilizou o setor terciário, serviços, comércio exterior, cooperativas e pequenas propriedades. Se usava um sistema de crédito em função das horas de trabalho efetuadas ali. A política húngara era um sistema que se lastreava também na opinião pública.